# Radu Mihăileanu
Radu Mihăileanu (n. 23 aprilie 1958, București) este un regizor și scenarist francez originar din România, de etnie evreu.

## Biografie
S-a născut într-o familie de evrei-români din București. Tatăl său,  Mordechai Buchman, și-a schimbat numele în Ion Mihăileanu după evadarea dintr-un lagăr de concentrare nazist din timpul celui de al Doilea Război Mondial. Mama lui este româncă. Radu fuge din România în 1980 și se stabilește mai întîi în Israel, apoi în Franța, unde a absolvit Institutul de Cinematografie din Paris. În 1989, a realizat, împreună cu Marco Ferreri, adaptarea dialogului platonic "Banchetul" în telefilmul cu același nume.

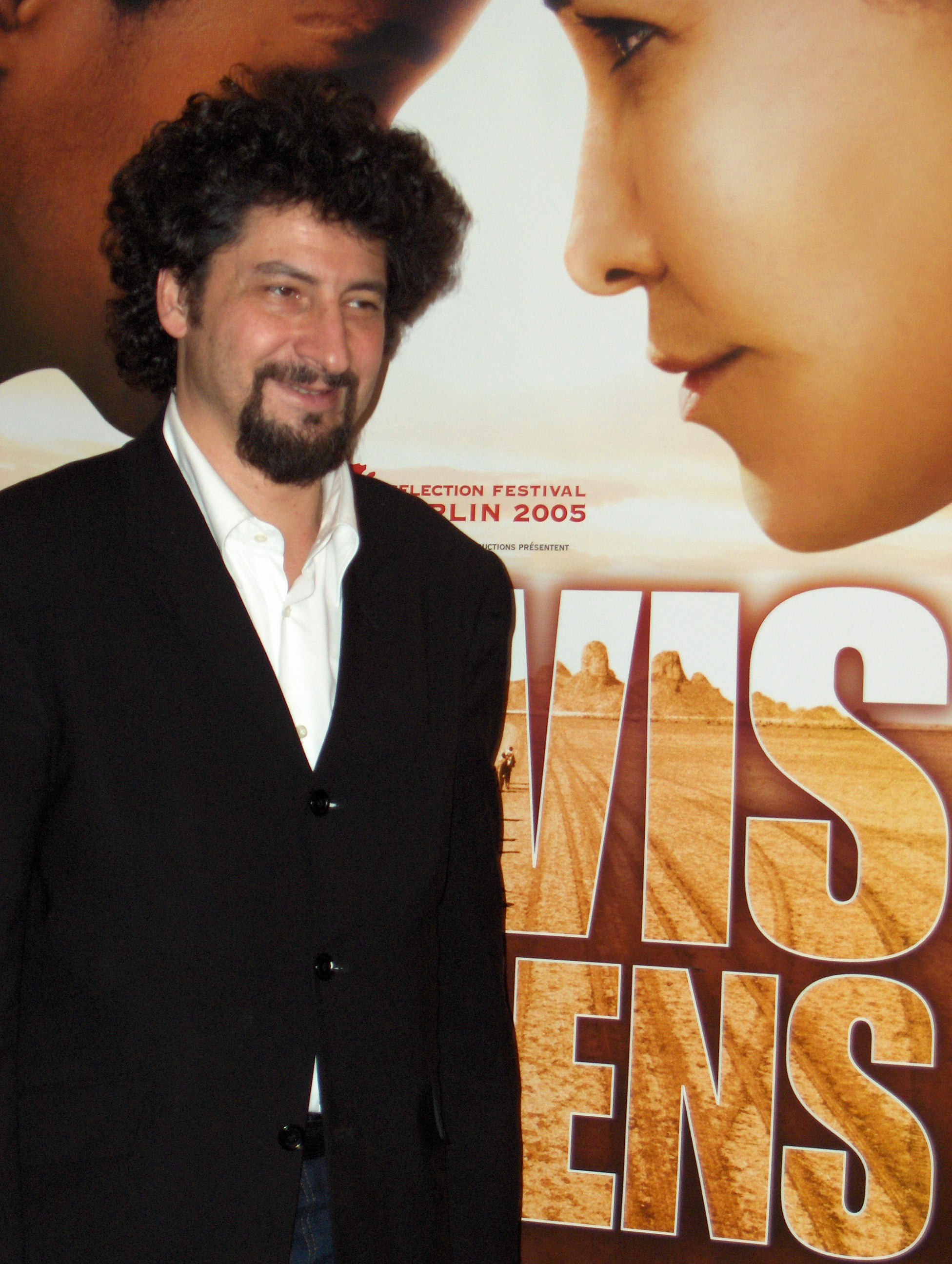
Radu Mihăileanu (2005)

Filmul său Trăiește! (Va, vis et deviens) a fost distins în 2006 cu Premiul César pentru cel mai bun scenariu original (cu Alain-Michel Blanc). A cunoscut succese și cu următoarele sale pelicule Concertul și Izvorul femeilor.

## Filmografie

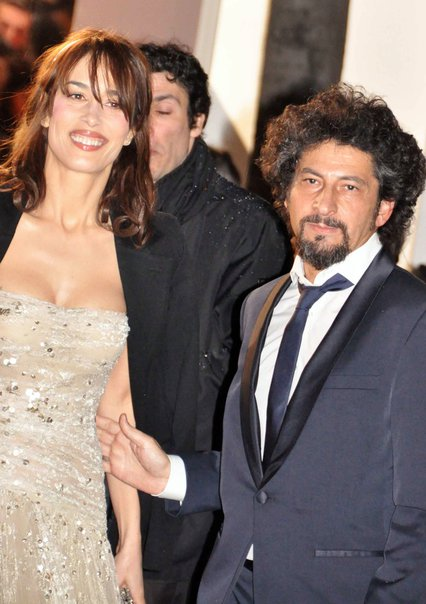
Radu Mihăileanu în compania lui Dolores Chaplin în 2010, la a 35-a ceremonie a premiilor César.

### Regizor
- 1980 : Les Quatre Saisons (scurt metraj)
- 1993 : Trahir
- 1997 : Bonjour Antoine (téléfilm)
- 1998 : Train de vie
- 2002 : Les Pygmées de Carlo (téléfilm)
- 2005 : Va, vis et deviens
- 2006 : Vidéo-clip Lettre au père-noël de Patrick Bruel
- 2007 : Opération Moïse (documentar) - Voir Opération Moïse
- 2009 : Le Concert
- 2011 : La Source des femmes

The history of love 2016

### Scenarist
- 1989 : Le Banquet (téléfilm, adaptare) de Marco Ferreri
- 1993 : Trahir
- 1998 : Train de vie
- 2002 : Les Pygmées de Carlo (téléfilm)
- 2005 : Va, vis et deviens
- 2007 : Opération Moïse
- 2009 : Le Concert
- 2010 : La Source des femmes
- 2014 : Caricaturistes, fantassins de la démocratie (documentar) de Stéphanie Valloatto

### Producător
- 2005 : Va, vis et deviens
- 2007 : Opération Moïse
- 2009 : Le Concert
- 2010 : La Source des femmes
- 2014 : Caricaturistes, fantassins de la démocratie (documentar) de Stéphanie Valloatto

### Regizor asistent
- 1985 : Dangereusement vôtre de John Glen
- 1986 : I Love You de Marco Ferreri
- 1988 : Y'a bon les blancs de Marco Ferreri
- 1988 : Les Saisons du plaisir de Jean-Pierre Mocky
- 1989 : Le Rêve du singe fou de Fernando Trueba
- 1990 : Un week-end sur deux de Nicole Garcia
- 1992 : Le Retour de Casanova d'Édouard Niermans
- 1992 : Maigret et la nuit du carrefour de Alain Tasma și Bertrand Van Effenterre

### Actor
- 1980 : Cine mă strigă de Letiția Popa